# Bamingui (République centrafricaine)
Bamingui est une ville de République centrafricaine située dans la préfecture de Bamingui-Bangoran dont elle constitue l'une des deux sous-préfectures.

## Géographie
Bamingui est située sur la rivière Bamingui dont elle tient son nom. Elle est traversée par la route nationale RN8 reliant Mbrès à Ndélé.

## Histoire
La localité est érigée en sous-préfecture de la République centrafricaine le 20 novembre 1964.
Lors de la reprise des combats en décembre 2012 entre les FACA loyalistes et la coalition rebelle de Séléka la ville tombe aux mains des rebelles,.